# Matthew Dear
 (juin 2020).
Si vous disposez d'ouvrages ou d'articles de référence ou si vous connaissez des sites web de qualité traitant du thème abordé ici, merci de compléter l'article en donnant les références utiles à sa vérifiabilité et en les liant à la section « Notes et références ».
Matthew Dear, né le 4 avril 1979 à Kingsville au Texas, est un disc jockey, chanteur et compositeur américain de musique électronique. Il utilise également les pseudonymes de Audion, False et Jabberjaw.

## Biographie
Matthew Dear naît à Kingsville dans le Texas. Il déménage dans le Michigan au cours de son enfance. Il fréquente l'université du Michigan et découvre la techno de Détroit pour laquelle il se prend d'affection. Il rencontre Samuel Valenti IV au cours d'une soirée et co-fonde avec lui le label Ghostly International ou il y signe ses premiers singles et EPs.
Il fonde ensuite à l'intérieur de Ghostly International la division Spectral Sound. Il continue à produire sous son patronyme et s'essaie, sous différents pseudonymes, à d'autres genres musicaux proches ou éloignés. Il rencontre alors sous son patronyme un premier succès avec le single Dog Days en 2003 et enchaîne les remix, les singles et les albums sous ces quatre noms au cours des années suivantes. Sous le pseudonyme de False, il est signé sur les prestigieux labels Plus 8 et Minus de Richie Hawtin et John Acquaviva. Il utilise de manière éphèmere le nom de Jabberjaw le temps d'un EP sortit sur le label allemand Perlon en 2003. Il se fait ensuite remarquer avec Kisses EP, The Pong EP ou Mouth to Mouth sous le nom d'Audion ce qui l'amène notamment à mixer pour le célèbre label Fabric la compilation no 27 sortit en 2006.
Sous le nom de Matthew Dear, il sort l'album Asa Breed en 2007 qui marque un tournant dans sa carrière. Moins électronique et plus lyrique, l'album est bien accueilli par la critique et le public. Dear, accompagné du groupe Matthew Dear's Big Hands formé pour l'occasion, entame alors une tournée américaine puis européenne, où il réalise notamment les premières parties du groupe anglais Hot Chip. En 2010, il accompagne le groupe Interpol sur plusieurs dates en Europe.
Matthew Dear sort un quatrième album en 2010 intitulé Black City puis un cinquième en 2012 nommé Beams. Habile mélange entre la pop et l'electronica, ce dernier est à nouveau bien reçu par la critique et le public. Il mixe en 2012 la compilation no 306 pour Resident Advisor.
Il signe son retour sous le pseudonyme d'Audion avec la compilation Audion X en 2013, mélange d'anciens morceaux complété par des inédits, puis signe une collaboration avec Tiga sur le morceau Let's Go Dancing en 2013 puis Fever en 2014.

## Discographie

### Sous le nom de Matthew Dear

#### Albums solo
- 2003 Leave Luck to Heaven (Spectral Sound)
- 2004 Backstroke (Spectral Sound)
- 2007 Asa Breed (Ghostly International)
- 2008 Asa Breed Black Edition (Ghostly International)
- 2010 Black City (Ghostly International)
- 2012 Beams (Ghostly International)
- 2018 Bunny (Ghostly International)
- 2021 Preacher’s Sigh & Potion: Lost Album (Ghostly International) (originally recorded in 2008)

#### Eps
- 2003 EP1 (Spectral Sound)
- 2003 EP2 (Spectral Sound)
- 2007 Don and Sherri (Ghostly International)
- 2011 Slowdance (Ghostly International)
- 2012 Headcage (Ghostly International)

#### Singles
- 2000 Irreparably Dented (Spectral Sound)
- 2001 Stealing Moves (Spectral Sound)
- 2003 Dog Days (Spectral Sound)
- 2004 Anger Management / Future Never Again (Spectral Sound)
- 2007 Deserter (Ghostly International)
- 2012 Her Fantasy (Ghostly International)

#### Compilations
- 2008 Beginning of the End: Spectral Sound Singles (Spectral Sound)

#### Remix
- 2004 DJ Minx A Walk In The Park (M_nus)
- 2004 Håkan Lidbo Clockwise Rmxs (Shitkatapult)
- 2004 Lusine Flat Remixes (Ghostly International)
- 2004 Monobox The Remixes (Logistic Records)
- 2004 Osborne Bout Ready to Jak Remixes (Spectral Sound)
- 2004 Someone Else + Miskate Rip It Cookie Muenster EP (Foundsound)
- 2005 Circlesquare / Colder 7 Minutes / Shiny Star (Remixes) (Output)
- 2005 The Postal Service We Will Become Silhouettes (Sub Pop)
- 2006 Hot Chip No Fit State (EMI)
- 2006 The Chemical Brothers Do it Again (EMI)
- 2007 Black Strobe I'm a Man (Playlouder)
- 2007 Terence Fixmer Electrostatic (Planete Rouge)
- 2007 Dubfire I Feel Speed (Digital Audio)
- 2008 Matt John Olga Dancekowski (Bar25)
- 2008 Sasha Park It In The Shade (emFire)
- 2008 Kieran Hebden, Steve Reid People Be Happy/Rhythm Dance (Domino Records)
- 2008 Spoon Don't You Evah (Merge Records)
- 2008 Liquid Liquid Optimo (Domino Records)
- 2009 The Juan MacLean Happy House (DFA Records)
- 2010 The XX VCR (XL Recordings, Young Turks)
- 2010 Charlotte Gainsbourg "Time Of The Assassins" (Because Music)
- 2010 The Drums "Me And The Moon" (Moshi Moshi/Island Records)
- 2012 Ultraísta Smalltalk (Matthew Dear Remix) (Temporary Residence Ltd.)
- 2013 Jagwar Ma Come Save (Matthew Dear USA Remix)
- 2014 Daniel Avery Sky (Matthew Dear Remix)

### Sous le pseudonyme d'Audion

#### Album
- Suckfish (Spectral Sound)
- 2006 Fabric 27 (Fabric) (mix)
- 2013 Audion X
- 2016 Alpha (!K7 Records)

#### Singles et Eps
- 2004 Kisses EP (Audion I, Spectral Sound)
- 2004 The Pong EP (Audion II, Spectral Sound)
- 2005 Just Fucking (Audion III, Spectral Sound)
- 2006 Suckfish (Audion IV, Spectral Sound)
- 2006 Mouth to Mouth (Audion V, Spectral Sound)
- 2006 Just a Man / Just a Woman (avec Ellen Allien) (Audion VI, Spectral Sound)
- 2007 Mouth to Mouth (Remixes) (Audion R1, Spectral Sound)
- 2007 Noiser/Fred's Bells (Audion VII, Spectral Sound)
- 2008 Billy Says Go (Audion VIII, Spectral Sound)
- 2009 I Am The Car (Audion IX.I, Spectral Sound)
- 2009 Look At The Moon (Audion IX.II, Spectral Sound)
- 2009 It's Full of Blinding Light EP (Audion IX.III and X,Spectral Sound)
- 2009 Stoplight (Audion IX.IV, Spectral Sound)
- 2009 Instant In You (Audion IX.V, Spectral Sound)
- 2009 That's That (Audion IX.VI, Spectral Sound)
- 2009 Push (Audion IX.VII, Spectral Sound)
- 2013 Motormouth
- 2014 Let's Go Dancing (avec Tiga)
- 2014 Fever (avec Tiga)
- 2014 Dem Howl (Kompakt)

### Sous le pseudonyme de Jabberjaw
- 2003 Girlfriend (Perlon)
- 2009 The Connie Shake (Spectral Sound)
- 2009 The Garden Of Eden (Spectral Sound)

### Sous le pseudonyme de False

#### Singles & Eps
- 2002 WAV Pool (Plus 8)
- 2002 Warsaw Bread (Plus 8)
- 2003 You Wouldn't/Beginner's Luck (Plus 8)
- 2004 Sink the Ship EP (M_nus)
- 2005 River Camping (M_nus)
- 2007 Fed on Youth (M_nus)
- 2009 Love Letters (M_nus)

#### Albums
- 2003 False (Plus 8)
- 2007 2007 (M_nus)

## Source
- (en) Cet article est partiellement ou en totalité issu de l’article de Wikipédia en anglais intitulé « Matthew Dear » (voir la liste des auteurs).